# Физикелла, Джанкарло
Джанка́рло Физике́лла (итал. Giancarlo Fisichella, род. 14 января 1973, Рим) — итальянский автогонщик, пилот Формулы-1 и 24 часов Ле-Мана. Физикелла также являлся до 2009 года владельцем автогоночной команды Fisichella Motor Sport International, выступающей в серии GP2. Обладатель Премии имени Лоренцо Бандини (1998 за 1997). Имеет неформальное прозвище «Фи́зико» (итал. Fisico).

## Биография
Джанкарло родился в Риме 14 января 1973 года. Физикелла был связан с машинами с раннего детства, когда играл среди автомобилей в гараже своего отца. В возрасте 10 лет он участвовал в соревнованиях по мини-картингу, вскоре перешёл в профессиональный картинг, участвовал в Мировом и в Интерконтинентальном чемпионатах.
Перейдя в 1992 году в серию «Формула-3», Физикелла вступил в состав команды «RC Motorsport», и в 1993 стал вице-чемпионом серии. В 1994 Джанкарло стал чемпионом, выиграв десять из двенадцати этапов серии, в том числе престижные гонки в Монако и Макао. На следующий год Физико принимал участие в кузовных гонках ДТМ/ITC за команду Alfa Romeo. Проведя 46 гонок, он не одержал ни одной победы, но 7 раз поднимался на подиум.
10 октября 2009 года Джанкарло женился на своей давней подруге Луне Кастеллани. У пары трое детей: Карлотта (род. 27 апреля 1999 года), Кристофер (род. 1 февраля 2003 года), Каролина (род. 28 июля 2010 года).

## В Формуле-1

### Дебют
В том же 1995 году Физикелла стал тест-пилотом итальянской команды Формулы-1 «Минарди». Результаты тестов убедили Джанкарло Минарди заключить с Физикеллой контракт на следующий сезон. Тем не менее, команда вскоре была вынуждена отказаться от продолжения сотрудничества с Джанни из-за финансовых проблем, и посреди чемпионата его место было передано рента-драйверу Джованни Лаваджи. Хотя Физикелла провёл только половину чемпионата, и не набрал ни одного очка, однако выглядел явно быстрее своих партнёров Педру Лами и Джованни Лаваджи.
На следующий год Физикелла подписал уже полноценный контракт с командой «Джордан», полностью обновлявшей состав и имидж. Его партнёром стал дебютант Ральф Шумахер, брат Михаэля Шумахера. Сезон стал весьма удачным для обоих, Физико дважды финишировал на подиуме, лидировал на Гран-при Германии и в чемпионате стал сразу восьмым. Это сделало Физикеллу одним из наиболее многообещающих гонщиков по мнению обозревателей.

### «Бенеттон»

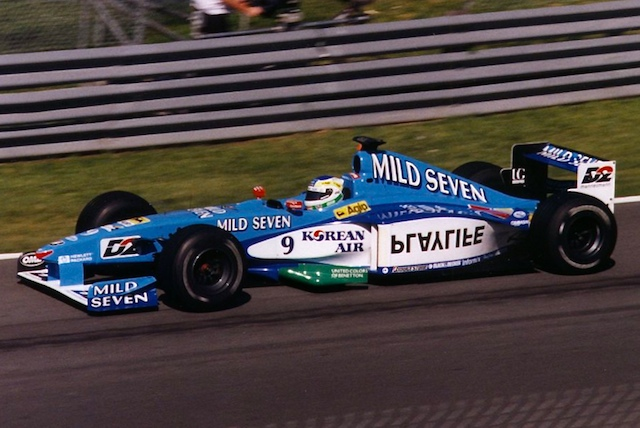
Джанкарло за рулем Benetton

Результаты Физикеллы были замечены руководством итальянской команды «Бенеттон», в то время одного из лидеров чемпионата. Состав и руководство команды были полностью заменены после 1997 года, «Бенеттон» покинули Жан Алези, Герхард Бергер и Флавио Бриаторе. Партнёром Физико стал тест-пилот команды, австриец Александр Вурц.
Переход в «Бенеттон» рассматривался как «повышение», однако оказался не столь удачным. Концерн «Рено» свернул программу двигателей Формулы-1, оставив без поддержки «Уильямс» и «Бенеттон», выступавшие на его агрегатах. В результате, обе команды были вынуждены пользоваться старой моделью Renault V10, поставляемой компанией Supertec. Тем не менее, Физикелла вновь дважды финишировал вторым, завоевал поул-позишн в Австрии и регулярно боролся с лидерами из «Феррари» и «Макларен». Сезон он закончил девятым — на одну позицию хуже как прошлого года, так и своего партнёра Вурца. Главной проблемой «Бенеттон» была ненадёжность машины.
Следующие два года Физикелла по-прежнему провёл в «Бенеттоне», испытывавшем всё большие проблемы. В 1999 и 2000 Джанкарло опять несколько раз финишировал вторым, продолжая поддерживать команду на 4-6 местах в кубке конструкторов. Успехи Физикеллы были практически единственными успехами команды — скорость Вурца с каждым годом становилась всё хуже, и по окончании сезона 2000 года австриец был уволен за нерезультативность.
Новым партнёром Джанни стал англичанин Дженсон Баттон. К этому моменту «Бенеттон» оказался на грани скатывания в аутсайдеры, и семья Бенеттон приняла решение продать команду концерну «Рено», искавшему возможность создания заводской команды в Формуле-1. Флавио Бриаторе вернулся к руководству командой и назначил своего протеже, другого итальянца Ярно Трулли, на место Физикеллы.

### «Джордан» и «Заубер»
Физикелла произвёл «обмен» с Трулли, заняв его место в «Джордан-Хонда». Партнёром итальянца стал протеже японских мотористов Такума Сато, заметно уступавший Физико в скорости. Возвращение состоялось в неподходящий момент: Джанкарло вновь досталась команда, вскоре лишившаяся поддержки автопроизводителя, на сей раз «Хонды». В японском концерне предпочли сотрудничество с командой «BAR», и с 2003 года «Джордан» вынужден был искать нового поставщика агрегатов. Машина Jordan EJ13 Ford, выступавшая на клиентских двигателях завода Cosworth, покупаемых у «Ягуара», была совершенно неконкурентоспособна. Физикелла и его новый партнёр, ирландский рента-драйвер Ральф Фёрман, с трудом набирали очки.
По парадоксальному стечению обстоятельств, именно в этот год Физикелла одержал свою первую, и самую неоднозначную победу. Это произошло на Гран-при Бразилии 2003 года в Сан-Паулу. Во второй половине гонки Кими Райкконен лидировал, только что дозаправившись в боксах. Физикелла, которому ещё только предстоял пит-стоп, шёл вторым на лёгкой машине и был явно быстрее финна. Джанкарло совершил обгон и вышел в лидеры. В этот момент в тяжелейшую аварию попал Фернандо Алонсо на «Рено», шедший третьим. Гонка была остановлена комиссарами, и победителем объявлен лидировавший за два круга до аварии Райкконен. Физикелла, машина которого, вдобавок, загорелась после финиша, был классифицирован вторым, а Алонсо — третьим, хотя даже не смог подняться на подиум за наградой.
Однако на следующий день Эдди Джордан подал апелляцию, заявив, что Физикелла после обгона успел закончить круг лидером, прежде чем остановка вступила в силу. Перед судьями Международной автомобильной федерации встала противоречивая задача. За полгода до этого, в аналогичной ситуации в серии «Индикар» Пол Трейси был лишён победы в «Инди-500», и пресса обвиняла руководство американской серии в предвзятости. Власти «Формулы-1» приняли прямо противоположное решение: они пересмотрели результаты гонки и поменяли Райкконена и Физикеллу местами, отдав победу итальянцу.

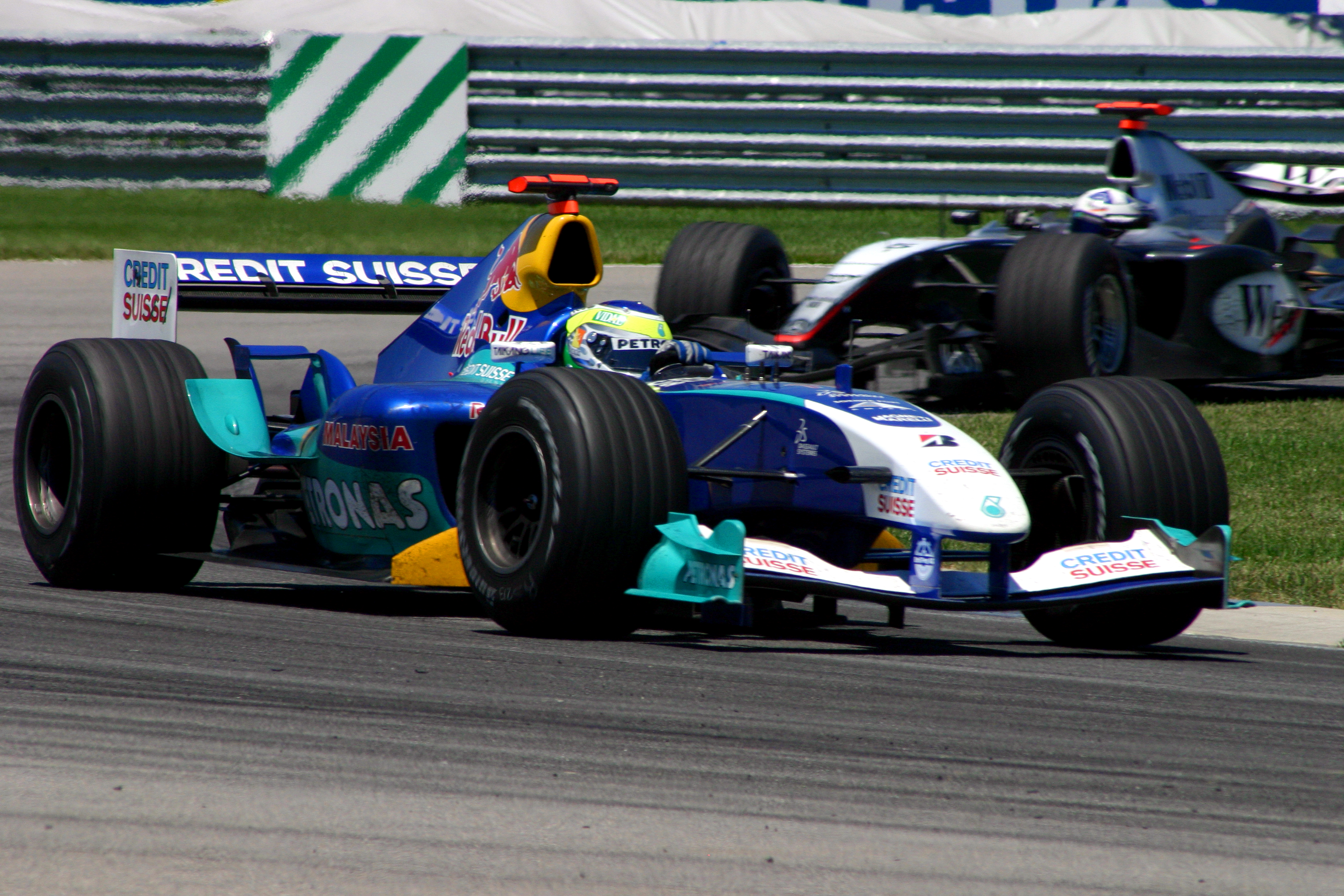
Джанкарло за рулем Sauber

Десять очков Физикеллы за победу в Бразилии составили большую часть очков «Джордана» в сезоне-2003, и скорость машины продолжала желать лучшего. Поэтому в следующем сезоне Джанкарло подписал контракт с командой «Заубер», заняв место Ника Хайдфельда (который, в свою очередь, вынужден был занять место Физикеллы в составе «Джордан»).
Сезон-2004 за швейцарскую конюшню оказался более стабилен, машина позволяла Физико набрать очки более чем в половине проводившихся Гран-при, хотя итальянец так и не поднялся на сей раз в гонке выше четвёртого места. В то же время, он уверенно опередил своего партнёра, протеже «Феррари» Фелипе Массу.

### «Рено»
К этому моменту Флавио Бриаторе разочаровался в выступлениях Трулли, личным менеджером которого он был ранее, и в интересах команды пригласил обратно на его место Физикеллу. Джанкарло начал сезон-2005 с победы в Австралии и возглавил поначалу чемпионат мира, однако череда сходов, как по техническим причинам, так и из-за аварий, не позволила ему удержать лидерство. Он всё чаще уступал своему партнёру Фернандо Алонсо, который в итоге стал чемпионом, в то время как Джанкарло занял лишь пятое место. Тем не менее, его очки позволили команде завоевать Кубок конструкторов.
Следующий сезон стал аналогичным. Физикелла выиграл с поул-позишн в Малайзии, однако по ходу сезона несколько отстал, и чемпионом вновь стал Алонсо. Всё же, этот сезон стал более удачным для Физикеллы. Он занял четвёртое место с 72 очками и показал высокую стабильность, завоевав очки во всех гонках, кроме двух.

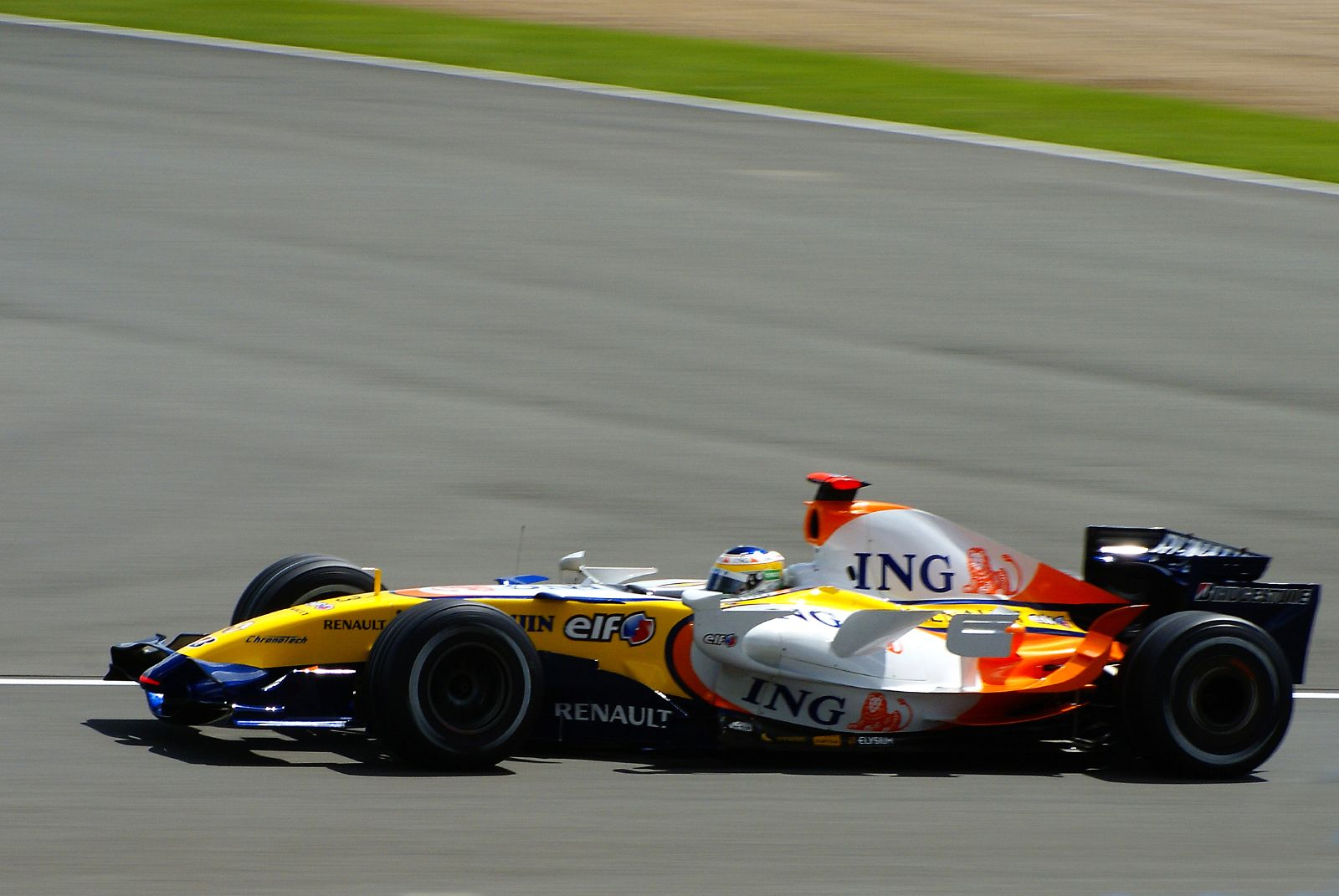
Физикелла на Гран-при Великобритании 2007 года

Ещё до начала сезона-2006 было известно о подписании контракта между Алонсо и командой «Макларен-Мерседес», и будущем переходе чемпиона в неё. Таким образом, в сезоне-2007 Физико стал лидером команды, на фоне своего партнёра-дебютанта Хейкки Ковалайнена. Однако недостаточный технический прогресс «Рено» в межсезонье не позволил команде на сей раз бороться на равных с «Феррари» и «Маклареном».

### «Форс Индия»
С 2008 года Джанкарло перешёл в команду «Форс Индия» и выступал в паре с Адрианом Сутилем.
В субботу перед Гран-при Бельгии 2009 года завоевал первую поул-позицию в истории команды, а днём позже принёс команде первые очки и первый подиум, финишировав вторым. Кими Райкконен, стартовав с шестого места, вырвался на второе, прежде чем авария четырёх болидов вызвала появление машины безопасности на трассе. После рестарта, Кими, использовав KERS, смог обогнать Физикеллу. После обгона Джанкарло всю гонку не отставал от лидера, но обогнать его не смог.

### «Феррари»
3 сентября 2009 года владелец «Форс Индия» Виджай Маллья освободил Джанкарло от контракта, и Физикелла перешёл в «Феррари», где провёл последние пять гонок сезона, заменяя травмированного Фелипе Массу. В 2010 году Физикелла стал резервным пилотом команды.

## Гоночная карьера
| Сезон   | Серия                                            | Команда                        | Гонки      | Победы     | Поулы      | Очки       | Место      |
| ------- | ------------------------------------------------ | ------------------------------ | ---------- | ---------- | ---------- | ---------- | ---------- |
| 1992    | Итальянская Формула-3                            | Jolly Club                     | 8          | 1          | 0          | 11         | 8          |
| 1993    | Итальянская Формула-3                            | Jolly Club                     | 12         | 2          | 0          | 36         | 3          |
| 1993    | Гран-при Монако Формулы-3                        | Jolly Club                     | 1          | 0          | 1          | Н/Д        | 2          |
| 1993    | Гран-при Макао Формулы-3                         | RC Motorsport                  | 1          | 0          | 0          | Н/Д        | НК         |
| 1994    | Итальянская Формула-3                            | RC Motorsport                  | 20         | 11         | 11         | 309        | 1          |
| 1994    | Британская Формула-3                             | RC Motorsport                  | 1          | 0          | 0          | 10         | 16         |
| 1994    | Гран-при Макао Формулы-3                         | RC Motorsport                  | 1          | 0          | 1          | Н/Д        | НК         |
| 1994    | Гран-при Монако Формулы-3                        | RC Motorsport                  | 1          | 1          | 1          | Н/Д        | 1          |
| 1994    | Формула-3 Мастерс                                | RC Motorsport                  | 1          | 0          | 0          | Н/Д        | 9          |
| 1995    | Формула-1                                        | Minardi Scuderia Italia        | Тест-пилот | Тест-пилот | Тест-пилот | Тест-пилот | Тест-пилот |
| 1995    | International Touring Car Championship           | Alfa Corse 2                   | 10         | 0          | 0          | 37         | 10         |
| 1995    | DTM                                              | Alfa Corse 2                   | 12         | 0          | 0          | 30         | 15         |
| 1996    | Формула-1                                        | Team Minardi                   | 8          | 0          | 0          | 0          | НК         |
| 1996    | International Touring Car Championship           | TV Spielfilm Alfa Corse        | 24         | 0          | 0          | 139        | 6          |
| 1997    | Формула-1                                        | Benson & Hedges Jordan Peugeot | 17         | 0          | 0          | 20         | 8          |
| 1998    | Формула-1                                        | Mild Seven Benetton Renault    | 16         | 0          | 1          | 16         | 9          |
| 1999    | Формула-1                                        | Mild Seven Benetton Renault    | 16         | 0          | 0          | 13         | 9          |
| 2000    | Формула-1                                        | Mild Seven Benetton Renault    | 17         | 0          | 0          | 18         | 6          |
| 2001    | Формула-1                                        | Mild Seven Benetton Renault    | 17         | 0          | 0          | 8          | 11         |
| 2002    | Формула-1                                        | DHL Jordan Honda               | 17         | 0          | 0          | 7          | 11         |
| 2003    | Формула-1                                        | B&H Jordan Ford                | 16         | 1          | 0          | 12         | 12         |
| 2004    | Формула-1                                        | Sauber Petronas                | 18         | 0          | 0          | 22         | 11         |
| 2005    | Формула-1                                        | Mild Seven Renault F1 Team     | 19         | 1          | 1          | 58         | 5          |
| 2006    | Формула-1                                        | Mild Seven Renault F1 Team     | 18         | 1          | 1          | 72         | 4          |
| 2007    | Формула-1                                        | ING Renault F1 Team            | 17         | 0          | 0          | 21         | 8          |
| 2008    | Формула-1                                        | Force India F1 Team            | 18         | 0          | 0          | 0          | 19         |
| 2009    | Формула-1                                        | Force India F1 Team            | 12         | 0          | 1          | 8          | 15         |
| 2009    | Формула-1                                        | Scuderia Ferrari Marlboro      | 5          | 0          | 0          | 0          | 15         |
| 2010    | Формула-1                                        | Scuderia Ferrari               | Тест-пилот | Тест-пилот | Тест-пилот | Тест-пилот | Тест-пилот |
| 2010    | Серия Ле-Ман — GT2                               | AF Corse                       | 5          | 0          | 1          | 62         | 2          |
| 2010    | 24 часа Ле-Мана — GT2                            | AF Corse                       | 1          | 0          | 0          | —          | 4          |
| 2010    | Американская серия Ле-Ман — GT                   | Risi Competizione              | 3          | 0          | 0          | 21         | 26         |
| 2011    | Серия Ле-Ман — GTE Pro                           | AF Corse                       | 5          | 2          | 1          | 60         | 1          |
| 2011    | 24 часа Ле-Мана — GTE Pro                        | AF Corse                       | 1          | 0          | 0          | —          | 2          |
| 2011    | Американская серия Ле-Ман — GT                   | AF Corse                       | 2          | 1          | 0          | 0          | НК         |
| 2012    | Формула-1                                        | Scuderia Ferrari               | Тест-пилот | Тест-пилот | Тест-пилот | Тест-пилот | Тест-пилот |
| 2012    | FIA WEC — GTE Pro                                | AF Corse                       | 8          | 4          | 1          | 161        | 1          |
| 2012    | 24 часа Ле-Мана — GTE Pro                        | AF Corse                       | 1          | 1          | 0          |            | 1          |
| 2012    | International Superstars Series                  | Swiss Team                     | 2          | 0          | 0          | 5          | 34         |
| 2012    | Campionato Italiano Superstars                   | Swiss Team                     | Н/Д        | Н/Д        | Н/Д        | 5          | 29         |
| 2013    | 24 часа Ле-Мана — GTE Pro                        | AF Corse                       | 1          | 0          | 0          | —          | 6          |
| 2013    | FIA WEC — GTE Pro                                | AF Corse                       | 8          | 2          | 0          | 135        | 2          |
| 2014    | 24 часа Ле-Мана — GTE Pro                        | AF Corse                       | 1          | 1          | 1          | —          | 1          |
| 2014    | United SportsCar Championship - GTLM             | Risi Competizione              | 11         | 2          | 1          | 258        | 13         |
| 2015    | 24 часа Ле-Мана — GTE Pro                        | AF Corse                       | 1          | 0          | 0          | —          | 3          |
| 2015    | United SportsCar Championship - GTLM             | Risi Competizione              | 10         | 0          | 0          | 293        | 4          |
| 2016    | 24 часа Ле-Мана — GTE Pro                        | Risi Competizione              | 1          | 0          | 0          | —          | 2          |
| 2016    | IMSA SportsCar Championship — GTLM               | Risi Competizione              | 11         | 1          | 0          | 305        | 5          |
| 2017    | 24 часа Ле-Мана — GTE Pro                        | Risi Competizione              | 1          | 0          | 0          | —          |            |
| 2017    | IMSA SportsCar Championship — GTLM               | Risi Competizione              | 7          | 0          | 0          | 199        | 9          |
| 2017    | Blancpain GT Series Endurance Cup — Pro          | Kaspersky Motorsport           | 5          | 0          | 1          | 32         | 7          |
| 2017    | Intercontinental GT Challenge                    | Kaspersky Motorsport           | 1          | 0          | 1          | 0          |            |
| 2018    | 24 часа Ле-Мана — GTE Am                         | Spirit of Race                 | 1          | 0          | 0          | —          | 2          |
| 2018    | Blancpain GT Series Endurance Cup — Pro Am       | 961 Corse                      | 1          | 0          | 0          | 8          | 23         |
| 2018    | Italian GT Championship — GT3                    | Scuderia Baldini 27            | 12         | 4          | 2          | 143        | 4          |
| 2018    | Australian GT Championship                       | Maranello Motorsport           | 4          | 0          | 0          | 87         | 34         |
| 2018—19 | FIA WEC — GTE Am                                 | Spirit of Race                 | 8          | 0          | 0          | 99         | 4          |
| 2019    | 24 часа Ле-Мана — GTE Am                         | Spirit of Race                 | 1          | 0          | 0          | —          | 13         |
| 2019    | Blancpain GT Series Endurance Cup — Pro Am       | Tempesta Racing                | 1          | 0          | 0          | 25         | 15         |
| 2019    | Italian GT Championship — GT3 Pro                | Scuderia Baldini 27            | 3          | 0          | 0          | 0          |            |
| 2019—20 | FIA WEC — GTE Am                                 | AF Corse                       | 8          | 0          | 0          | 71         | 12         |
| 2020    | 24 часа Ле-Мана — GTE Am                         | AF Corse                       | 1          | 0          | 0          | —          | 13         |
| 2020    | GT World Challenge Europe Endurance Cup — Pro Am | Sky — Tempesta Racing          | 1          | 0          | 0          | 39         | 8          |
| 2020    | GT World Challenge Europe Sprint Cup — Pro Am    | Sky — Tempesta Racing          | 2          | 2          | 1          | 34         | 6          |
| 2020    | Intercontinental GT Challenge                    | Sky — Tempesta Racing          | 1          | 0          | 0          | 0          | 31         |
| 2021    | 24 часа Ле-Мана — GTE Am                         | AF Corse                       | 1          | 0          | 0          | —          | 12         |
| 2021    | Азиатская серия Ле-Ман — GT                      | AF Corse                       | 4          | 0          | 0          | 1,5        | 16         |
| 2021    | FIA WEC — GTE Am                                 | AF Corse                       | 6          | 0          | 0          | 71         | 6          |
| 2021    | Italian GT Championship — GT3 Pro                | Scuderia Baldini 27            | 3          | 0          | 0          | 37         | 4          |
| 2022    | 24 часа Ле-Мана — GTE Am                         | Iron Lynx                      | 1          | 0          | 0          | —          | 13         |
| 2022    | FIA WEC — GTE Am                                 | Iron Lynx                      | 6          | 0          | 0          | 29         | 19         |
| 2022    | GT World Challenge Europe Endurance Cup          | Iron Lynx                      | 1          | 0          | 0          | 0          |            |
| 2022    | Italian GT Championship — GT3 Pro                | Scuderia Baldini 27            | 1          | 1          | 1          | 0          |            |
| 2022    | S5000 Tasman Series                              | Team BRM                       | 3          | 0          | 0          | 52         | 12         |

## Результаты выступлений в Формуле-1
| Легенда к таблице |                                                                    |
| --- | ------------------------------------------------------------------ |
| В таблице перечислены результаты всех Гран-при Формулы-1, в которых принимал участие гонщик. Строками таблицы являются сезоны, столбцами — этапы чемпионата мира. В каждой клетке указаны сокращённое название этапа и результат, дополнительно обозначенный цветом. Расшифровка обозначений и цветов представлена в нижеследующей таблице. |                                                                    |
| \| Пример \| Описание \| \| ------------ \| ------------------------------------------------------------------ \| \| 1 \| Победитель \| \| 2 \| Второе место \| \| 3 \| Третье место \| \| 5 \| Финишировал, заработав очки \| \| Сход \| Не финишировал, но при этом заработал очки \| \| 12 \| Финишировал, не получив очков \| \| НКЛ \| Финишировал, но не попал в финальную классификацию \| \| 15 \| Участвовал вне зачёта, либо по отдельной классификации \| \| 18 \| Не финишировал, но попал в финальную классификацию \| \| Сход \| Не финишировал \| \| НКВ \| Не прошёл квалификацию \| \| НПКВ \| Не прошёл предквалификацию \| \| ДСК \| Дисквалифицирован \| \| ИСК \| Исключён из протокола соревнований \| \| ТТ \| Заявлен для участия только в тренировках \| \| НС \| Участвовал в квалификации, но не стартовал в гонке \| \| Т \| Травмирован или болен \| \| ОТК \| Отказ от участия \| \| НТР \| Прибыл на соревнования, но на трассу не выезжал \| \| НПР \| Был заявлен в числе участников, но не прибыл к началу соревнований \| \| О \| Соревнования отменены \| \| \| Не участвовал \| \| Поул-позиция \| \| \| Быстрый круг \| \| |                                                                    |
| Пример | Описание                                                           |
| 1 | Победитель                                                         |
| 2 | Второе место                                                       |
| 3 | Третье место                                                       |
| 5 | Финишировал, заработав очки                                        |
| Сход | Не финишировал, но при этом заработал очки                         |
| 12 | Финишировал, не получив очков                                      |
| НКЛ | Финишировал, но не попал в финальную классификацию                 |
| 15 | Участвовал вне зачёта, либо по отдельной классификации             |
| 18 | Не финишировал, но попал в финальную классификацию                 |
| Сход | Не финишировал                                                     |
| НКВ | Не прошёл квалификацию                                             |
| НПКВ | Не прошёл предквалификацию                                         |
| ДСК | Дисквалифицирован                                                  |
| ИСК | Исключён из протокола соревнований                                 |
| ТТ | Заявлен для участия только в тренировках                           |
| НС | Участвовал в квалификации, но не стартовал в гонке                 |
| Т | Травмирован или болен                                              |
| ОТК | Отказ от участия                                                   |
| НТР | Прибыл на соревнования, но на трассу не выезжал                    |
| НПР | Был заявлен в числе участников, но не прибыл к началу соревнований |
| О | Соревнования отменены                                              |
| | Не участвовал                                                      |
| Поул-позиция |                                                                    |
| Быстрый круг |                                                                    |

| Год  | Команда                              | Шасси             | Двигатель                         | 1        | 2        | 3        | 4        | 5        | 6        | 7        | 8        | 9        | 10       | 11       | 12       | 13       | 14       | 15       | 16       | 17       | 18     | 19    | Место | Очки |
| ---- | ------------------------------------ | ----------------- | --------------------------------- | -------- | -------- | -------- | -------- | -------- | -------- | -------- | -------- | -------- | -------- | -------- | -------- | -------- | -------- | -------- | -------- | -------- | ------ | ----- | ----- | ---- |
| 1996 | Minardi Team                         | Minardi M195B     | Ford EDM2 3.0 V8 Ford EDM3 3.0 V8 | АВС Сход | БРА      | АРГ      | ЕВР 13   | САН Сход | МОН Сход | ИСП Сход | КАН 8    | ФРА Сход | ВЕЛ 11   | ГЕР      | ВЕН      | БЕЛ      | ИТА      | ПОР      | ЯПО      |          |        |       | 19    | 0    |
| 1997 | Benson & Hedges Total Jordan Peugeot | Jordan 197        | Peugeot A14 3.0 V10               | АВС Сход | БРА 8    | АРГ Сход | САН 4    | МОН 6    | ИСП 9    | КАН 3    | ФРА 9    | ВЕЛ 7    | ГЕР 11   | ВЕН Сход | БЕЛ 2    | ИТА 4    | АВТ 4    | ЛЮК Сход | ЯПО 7    | ЕВР 11   |        |       | 8     | 20   |
| 1998 | Mild Seven Benetton Playlife         | Benetton B198     | Playlife GC37-01 3.0 V10          | АВС Сход | БРА 6    | АРГ 7    | САН Сход | ИСП Сход | МОН 2    | КАН 2    | ФРА 9    | ВЕЛ 5    | АВТ Сход | ГЕР 7    | ВЕН 8    | БЕЛ Сход | ИТА 8    | ЛЮК 6    | ЯПО 8    |          |        |       | 9     | 16   |
| 1999 | Mild Seven Benetton Playlife         | Benetton B199     | Playlife FB01 3.0 V10             | АВС 4    | БРА Сход | САН 5    | МОН 5    | ИСП 9    | КАН 2    | ФРА Сход | ВЕЛ 7    | АВТ 12   | ГЕР Сход | ВЕН Сход | БЕЛ 11   | ИТА Сход | ЕВР Сход | МАЛ 11   | ЯПО 14   |          |        |       | 9     | 13   |
| 2000 | Mild Seven Benetton Playlife         | Benetton B200     | Playlife FB02 3.0 V10             | АВС 5    | БРА 2    | САН 11   | ВЕЛ 7    | ИСП 9    | ЕВР 5    | МОН 3    | КАН 3    | ФРА 9    | АВТ Сход | ГЕР Сход | ВЕН Сход | БЕЛ Сход | ИТА 11   | США Сход | ЯПО 14   | МАЛ 9    |        |       | 6     | 18   |
| 2001 | Mild Seven Benetton Playlife         | Benetton B201     | Renault RS21 3.0 V10              | АВС 13   | МАЛ Сход | БРА 6    | САН Сход | ИСП 14   | АВТ Сход | МОН Сход | КАН Сход | ЕВР 11   | ФРА 11   | ВЕЛ 13   | ГЕР 4    | ВЕН Сход | БЕЛ 3    | ИТА 10   | США 8    | ЯПО 17   |        |       | 11    | 8    |
| 2002 | DHL Jordan Honda                     | Jordan EJ12       | Honda RA002E 3.0 V10              | АВС Сход | МАЛ 13   | БРА Сход | САН Сход | ИСП Сход | АВТ 5    | МОН 5    | КАН 5    | ЕВР Сход | ВЕЛ 7    | ФРА НКВ  | ГЕР Сход | ВЕН 6    | БЕЛ Сход | ИТА 8    | США 7    | ЯПО Сход |        |       | 11    | 7    |
| 2003 | Benson & Hedges Jordan Ford          | Jordan EJ13       | Ford RS1 3.0 V10                  | АВС Сход | МАЛ Сход | БРА 1    | САН 15   | ИСП Сход | АВТ Сход | МОН 10   | КАН Сход | ЕВР 12   | ФРА Сход | ВЕЛ Сход | ГЕР 13   | ВЕН Сход | ИТА 10   | США 7    | ЯПО Сход |          |        |       | 12    | 12   |
| 2004 | Sauber Petronas                      | Sauber C23        | Petronas 04A 3.0 V10              | АВС 10   | МАЛ 11   | БАХ 11   | САН 9    | ИСП 7    | МОН Сход | ЕВР 6    | КАН 4    | США 9    | ФРА 12   | ВЕЛ 6    | ГЕР 9    | ВЕН 8    | БЕЛ 5    | ИТА 8    | КИТ 7    | ЯПО 8    | БРА 9  |       | 11    | 22   |
| 2005 | Mild Seven Renault F1 Team           | Renault R25       | Renault RS25 3.0 V10              | АВС 1    | МАЛ Сход | БАХ Сход | САН Сход | ИСП 5    | МОН 12   | ЕВР 6    | КАН Сход | США НС   | ФРА 6    | ВЕЛ 4    | ГЕР 4    | ВЕН 9    | ТУР 4    | ИТА 3    | БЕЛ Сход | БРА 5    | ЯПО 2  | КИТ 4 | 5     | 58   |
| 2006 | Mild Seven Renault F1 Team           | Renault R26       | Renault RS26 2.4 V8               | БАХ Сход | МАЛ 1    | АВС 5    | САН 8    | ЕВР 6    | ИСП 3    | МОН 6    | ВЕЛ 4    | КАН 4    | США 3    | ФРА 6    | ГЕР 6    | ВЕН Сход | ТУР 6    | ИТА 4    | КИТ 3    | ЯПО 3    | БРА 6  |       | 4     | 72   |
| 2007 | ING Renault F1 Team                  | Renault R27       | Renault RS27 2.4 V8               | АВС 5    | МАЛ 6    | БАХ 8    | ИСП 9    | МОН 4    | КАН ДСК  | США 9    | ФРА 6    | ВЕЛ 8    | ЕВР 10   | ВЕН 12   | ТУР 9    | ИТА 12   | БЕЛ Сход | ЯПО 5    | КИТ 11   | БРА Сход |        |       | 8     | 21   |
| 2008 | Force India Formula One Team         | Force India VJM01 | Ferrari 056 2.4 V8                | АВС Сход | МАЛ 12   | БАХ 12   | ИСП 10   | ТУР Сход | МОН Сход | КАН Сход | ФРА 18   | ВЕЛ Сход | ГЕР 16   | ВЕН 15   | ЕВР 14   | БЕЛ 17   | ИТА Сход | СИН 14   | ЯПО Сход | КИТ 17   | БРА 18 |       | 19    | 0    |
| 2009 | Force India Formula One Team         | Force India VJM02 | Mercedes FO 108V 2.4 V8           | АВС 11   | МАЛ 18   | КИТ 14   | БАХ 15   | ИСП 14   | МОН 9    | ТУР Сход | ВЕЛ 10   | ГЕР 11   | ВЕН 14   | ЕВР 12   | БЕЛ 2    | ИТА      | СИН      | ЯПО      | БРА      | АБУ      |        |       | 15    | 8    |
| 2009 | Ferrari Marlboro                     | Ferrari F60       | Ferrari 056 2.4 V8                | АВС      | МАЛ      | КИТ      | БАХ      | ИСП      | МОН      | ТУР      | ВЕЛ      | ГЕР      | ВЕН      | ЕВР      | БЕЛ      | ИТА 9    | СИН 13   | ЯПО 12   | БРА 10   | АБУ 16   |        |       | 15    | 8    |

## Курьёзные случаи
20 ноября 2005 года Физикелла был лишён водительских прав за превышение скорости (148 км/ч при разрешённой скорости 60 км/ч). Интересно, что в этот день отмечался Всемирный день памяти жертв дорожно-транспортных происшествий.